# Clay Matthews, Jr.
(en) Statistiques sur pro-football-reference
William Clay Matthews Jr. , né le 5 mars 1956, est un joueur de football américain. Sélectionné au premier tour de la draft 1978 de la NFL par les Browns de Cleveland, il participe à 278 matchs en 19 saisons de NFL, la 17e meilleure performance de l'histoire de la ligue. Après plus d'une décennie comme linebacker pour les Browns, il conclut sa carrière sous le maillot des Falcons d'Atlanta.
Selon une source, il détiendrait le 3e record de tackles de l'histoire de la NFL (1561 tackles en solo), alors qu'aucun joueur en activité n'atteint actuellement les 500 tackles.
Il est le père de Clay Matthews III, linebacker All-Pro des Packers de Green Bay, et frère de l'Offensive lineman Bruce Matthews.

## Carrière NFL
Arrivant de l'université de Southern California, Clay Matthews fut choisi lors du 1er tour de la Draft 1978 de la NFL comme 12e choix global par les Browns de Cleveland.
Clay fut sélectionné au Pro Bowl à 4 reprises lorsqu'il jouait pour les Browns.
Il est aussi le plus vieux joueur à avoir réalisé un sack à l'âge de 40 ans et 282 jours. Il fut aussi le 1er joueur à avoir négocié un gros contrat en NFL.
Matthews fut désigné à 2 reprises comme ''joueur défensif de la semaine'' en AFC lorsqu'il était joueur des Browns (semaine 12 en 1984 et semaine 9 en 1991).  Clay et son fils (Clay Matthews III), sont le seul tandem ''père/fils'' à avoir été désignés ''joueur défensif de la semaine'' en NFL.
| Statistiques NFL        | Statistiques NFL |
| ----------------------- | ---------------- |
| Matchs joués            | 278              |
| Tackles (Solo-Assistes) | 1595 (1561-34)   |
| Sacks QB                | 69,5             |
| Interceptions           | 16               |
| Touchdowns              | 1                |

## Après le football professionnel
Clay Matthews réside à Agoura Hills en Californie. aux États-Unis.
Il est depuis 2014, directeur des Opérations de l'équipe de football américain du collège Oaks Christian High School, une école privée située à Westlake Village en Californie où étudiait (et jouait) son fils Casey.
Il fut admis dans le Hall of Fame d'USC en 2005, en compagnie de son frère Bruce.
Après sa retraite, Clay ouvre, en 1992, une concession automobile de la marque Pontiac à Euclide dans la banlieue de Cleveland. Celle-ci a fermé depuis.
Clay, son frère Bruce et quelques membres de leurs familles ont participé au jeu télévisé populaire Family Feud présenté par Richard Dawson. La famille Matthews a remporté le jeu et Clay fut un des deux membres de la famille à se qualifier pour la finale. Une de cinq questions qui lui fut posée en finale était : Quel est l'âge idéal pour un Président américain ?. Il répondit 32 alors que l'âge minimum requis par la constitution était de 35 ans. Clay finira néanmoins par marquer 41 points lors de cette finale mais la famille Matthews ne remporte pas le premier prix qui était de 10,000 $.

## La dynastie Matthews
Le frère de Clay Matthews, Bruce Matthews (qui a aussi joué à USC), et son père Clay Matthews, Sr. furent aussi des joueurs de NFL.
Deux de ses enfants ont rejoint l'équipe d'USC alors qu'un troisième a rejoint l'équipe d'Oregon en NCAA. 
Kyle Matthews fut safety de 2000 à 2003 chez les Trojans d'USC.
Clay Matthews III fut linebacker et defensive end de 2004 à 2008 également chez USC et après son graduat est drafté en 2009 chez les Packers de Green Bay.
Casey Matthews a joué en tant que linebacker entre 2007 et 2011 chez les Ducks de l'Oregon et fut sélectionné au 4e tour de la Draft 2011 de la NFL par les Eagles de Philadelphie.
Voici le schéma de la dynastie football Matthews :
- Howard Lynn Matthews (grand père - ancien joueur universitaire de baseball, boxeur et pisteur de 1926 à 1941)
  - Clay Matthews, Sr. (père - joueur des 49ers de San Francisco de 1950 à 1955)
    - Clay Matthews, Jr.
      - Kyle Matthews (fils - joueur des Trojans d'USC de 2000 à 2003)
      - Clay Matthews III (fils - joueur des Packers de Green Bay de 2009 jusqu'à présent)
      - Casey Matthews (fils - joueur des Eagles de Philadelphie (2011-14)/Vikings du Minnesota (2015–présent)

    - Bruce Matthews (frère - joueur des Houston Oilers/Tennessee Oilers/Tennessee Titans de 1983 à 2001)
      - Kevin Matthews (neveu - joueur des Tennessee Titans/Redskins de Washington/Panthers depuis 2010)
      - Jake Matthews (neveu - joueur des Falcons d'Atlanta depuis 2014)